# Campeonato Europeu de Atletismo em Pista Coberta de 2011 - Revezamento 4x400 m masculino
A prova dos 4 x 400 masculino do Campeonato Europeu de Atletismo em Pista Coberta de 2011 foi disputada no dia 6 de março de 2011 na AccorHotels Arena em Paris, França.

## Recordes
Antes desta competição, os recordes mundiais e do campeonato nesta prova eram os seguintes:
|                       | Nacionalidade  | Tempo     | Local    | Data               |
| --------------------- | -------------- | --------- | -------- | ------------------ |
| Recorde mundial       | Estados Unidos | 3m 02s 83 | Maebashi | 7 de março de 1999 |
| Recorde do campeonato | Polónia        | 3m 05s 50 | Viena    | 3 de março de 2002 |
| Recorde europeu       | Estados Unidos | 3m 03s 01 | Maebashi | 7 de março de 1999 |

## Medalhistas
| Ouro                                                                  | Prata                                                                      | Bronze                                                                    |
| França · Marc Macedot · Leslie Djhone · Mamoudou Hanne · Yoan Décimus | Reino Unido · Nigel Levine · Nick Leavey · Richard Strachan · Richard Buck | Bélgica · Jonathan Borlée · Antoine Gillet · Nils Duerinck · Kevin Borlée |

## Resultado
A prova foi realizada às 17:40 no dia 6 de março de 2011.  
| Posição.          | Raia | Nacionalidade                                                                          | Reação | Tempo   | Notas            |
| ----------------- | ---- | -------------------------------------------------------------------------------------- | ------ | ------- | ---------------- |
| Medalha de ouro   | 4    | França · Marc Macedot · Leslie Djhone · Mamoudou Hanne · Yoan Décimus                  | 0.475  | 3:06.17 | Recorde nacional |
| Medalha de prata  | 5    | Reino Unido · Nigel Levine · Nick Leavey · Richard Strachan · Richard Buck             | 0.180  | 3:06.46 |                  |
| Medalha de bronze | 6    | Bélgica · Jonathan Borlée · Antoine Gillet · Nils Duerinck · Kevin Borlée              | 0.221  | 3:06.57 | Recorde nacional |
| 4                 | 1    | Rússia · Dmitrij Burjak · Pavel Trenichin · Sergej Petuchov · Denis Alekseev           | 0.185  | 3:06.99 |                  |
| 5                 | 3    | Polónia · Mateusz Fórmański · Marcin Marciniszyn · Łukasz Krawczuk · Jakub Krzewina    | 0.225  | 3:09.31 |                  |
| 6                 | 2    | Países Baixos · Joeri Moerman · Youssef El Rhalfioui · Bjorn Blauwhof · Daniël Franken | 0.243  | DSQ     |                  |

Legenda
| Recorde mundial       | Recorde mundial (World record)               |                       | Recorde africano                      | Recorde africano (African) |                                           | Q | Classificado por posição (Qualified) |
| Recorde do campeonato | Recorde do campeonato (Championship record)  | Recorde da América    | Recorde da América (Americas)         | q                          | Classificado por melhor tempo (Qualified) |   |                                      |
| Melhor marca do ano   | Melhor marca do ano (World leading)          | Recorde asiático      | Recorde asiático (Asian)              | DNS                        | Não largou (Did not start)                |   |                                      |
| Recorde nacional      | Recorde nacional (National record)           | Recorde europeu       | Recorde europeu (European)            | DNF                        | Não terminou (Did not finish)             |   |                                      |
| Recorde pessoal       | Recorde pessoal do atleta (Personal best)    | Recorde da Oceania    | Recorde da Oceania (Oceania)          | DSQ / DQ                   | Desclassificado (Disqualified)            |   |                                      |
| Recorde da temporada  | Recorde da temporada do atleta (Season best) | Recorde sul-americano | Recorde sul-americano (South America) | NM                         | Sem marca (No mark)                       |   |                                      |